# Méthode halogène de Carius
La méthode d'halogène de Carius en chimie analytique permet de déterminer la quantité d'halogènes dans des substances chimiques.
Une masse connue d'un composé organique est chauffée avec de l'acide nitrique fumant en présence de nitrate d'argent dans un tube à essais, connu sous le nom de tube de Carius, placé dans un four. Le carbone et l'hydrogène présents dans le composé sont oxydés en dioxyde de carbone et en eau. L'halogène présent forme l'halogénure d'argent correspondant (AgX). Il est alors filtré, lavé, séché et pesé.
Ce test chimique fonctionne également pour déterminer la quantité de soufre mais sans l’ajout de nitrate d'argent. La réaction du composé soufré avec l'acide nitrique fumant forme de l'acide sulfurique qu'on fait réagir avec du chlorure de baryum, ce qui produit du sulfate de baryum qui précipite.